# Pachi Vázquez
Manuel Vázquez Fernández, dit Pachi Vázquez, né le 6 février 1954 à O Carballiño, est un homme politique espagnol.
Il est maire d'O Carballiño entre 1995 et 2005, conseiller à l'Environnement de la Junte de Galice de 2005 à 2009, et secrétaire général du Parti des socialistes de Galice-PSOE entre 2009 et 2013.

## Biographie

### Études et vie professionnelle
Il est titulaire d'une licence en médecine et chirurgie, obtenue à l'université de Saint-Jacques-de-Compostelle. Médecin, il devient ensuite fonctionnaire au département de la Santé de la Junte de Galice.

### Maire d'O Carballiño
Il est initialement membre du Centre démocratique et social (CDS). Au début des années 1990, il décide d'adhérer au PSOE. À l'occasion de l'élection régionale du 17 octobre 1993, il est candidat sur la liste du Parti des socialistes de Galice-PSOE (PSdeG-PSOE) dans la province d'Ourense. Le résultat lui permet de remporter un siège au Parlement de Galice.
Pour les élections municipales du 28 mai 1995, il est investi tête de liste socialiste dans sa ville natale d'O Carballiño. Sa liste totalise 37,9 % et 7 élus sur 17, soit autant que le Parti populaire. Toutefois, il s'assure du soutien du Bloc nationaliste galicien (BNG), qui contrôle 3 sièges, ce qui lui permet de devenir maire de la ville.
Candidat à sa succession lors de l'élection du 13 juin 1999, sa liste s'adjuge 53,3 % des suffrages, soit 9 mandats au conseil municipal. Il confirme cette majorité le 25 mai 2003, avec 50,7 % des voix.

### Conseiller de la Junte de Galice
Pour l'élection régionale anticipée du 19 juin 2005, il postule de nouveau à un mandat parlementaire, auquel il est réélu. Le 2 août, Pachi Vázquez est nommé conseiller à l'Environnement et au Développement durable par le nouveau président de la Junte de Galice socialiste Emilio Pérez Touriño. Il démissionne alors de ses fonctions municipales.

### Secrétaire général du PSdeG-PSOE
Le Parti populaire de Galice d'Alberto Núñez Feijóo revient toutefois au pouvoir dès l'élection régionale anticipée du 1er mars 2009. Touriño démissionne alors de la direction du parti dans la communauté autonome. Lors d'un congrès extraordinaire deux mois plis tard, Pachi Vázquez est élu le 24 avril secrétaire général du Parti des socialistes de Galice-PSOE par 90,55 % des voix des délégués. Contesté, il est réélu lors du congrès ordinaire du 10 mars 2012 par 245 voix, soit 53,4 % des suffrages, contre 212 à l'ancienne ministre Elena Espinosa, soutenue par Abel Caballero et José Blanco.
À l'élection régionale du 21 octobre 2012, il conduit le PSdeG-PSOE. La formation totalise finalement 20,6 % des voix et 18 députés sur 75, soit un recul de dix points et sept sièges en trois ans et demi. Il renonce à diriger la fédération socialiste galicienne et convoque une élection primaire interne le 7 septembre 2013, remportée par José Ramón Gómez Besteiro.

### Départ du PSOE
Il démissionne de son mandat parlementaire le 4 mai 2015, six mois après avoir été mis en examen pour prévarication dans une enquête sur sa gestion à la tête de la municipalité d'O Carballiño. Le 7 décembre 2018, il annonce à ses soutiens en interne qu'il renonce à militer au sein du PSOE, en critiquant fortement la direction régionale. Il fonde peu après un nouveau parti, Espazo Común (en français : « Espace commun »), qui porte le nom du courant qu'il avait constitué en interne au PSOE dans la province d'Ourense.